# 인덱스 트란슬라티오눔
인덱스 트란슬라티오눔(Index Translationum)은 유네스코의 도서 번역 데이터베이스이다. 책은 수천 년 동안 번역되어 왔지만, 이에 대한 중앙 기록은 없었다. 국제연맹은 1932년에 번역 기록을 수립했다. 1946년, 유엔이 국제연맹을 계승하고 유네스코에 인덱스가 할당되었다. 1979년, 기록은 전산화되었다.
인덱스는 개별 도서의 번역 횟수를 세기 때문에, 번역이 적은 많은 책을 가진 저자가 번역이 많은 적은 책을 가진 저자보다 더 높은 순위를 차지할 수 있다. 예를 들어, 성경은 세계에서 가장 많이 번역된 단일 도서이지만, 인덱스 상위 10위에는 들지 못한다. 인덱스는 많은 작가를 고용한 월트 디즈니 컴퍼니를 단일 작가로 계산한다. 유사한 이름을 가진 저자들은 때때로 하나의 항목으로 포함되는데, 예를 들어 "에르제"의 순위는 땡땡의 모험의 저자인 에르제뿐만 아니라 B. R. 에르게한, 엘리자베스 에르게트, 그리고 더글러스 에르게르트에게도 적용된다. 따라서 인덱스가 제시하는 최상위 저자들은 해석이 필요한 데이터베이스 쿼리 결과에서 나온다.
인덱스에 따르면, 애거사 크리스티는 가장 많이 번역된 개별 저자로 남아 있다.

## 통계
출처: 유네스코

### 상위 10위 저자
| 순위 | 저자                     | 번역 횟수 |
| ---- | ------------------------ | --------- |
| 1    | 애거사 크리스티          | 7,236     |
| 2    | 쥘 베른                  | 4,751     |
| 3    | 윌리엄 셰익스피어        | 4,296     |
| 4    | 에니드 블라이턴          | 3,924     |
| 5    | 바버라 카틀랜드          | 3,652     |
| 6    | 대니엘 스틸              | 3,628     |
| 7    | 블라디미르 레닌          | 3,593     |
| 8    | 한스 크리스티안 안데르센 | 3,520     |
| 9    | 스티븐 킹                | 3,357     |
| 10   | 야코프 그림              | 2,977     |

### 상위 10위 국가
| 순위 | 국가              | 번역 횟수 |
| ---- | ----------------- | --------- |
| 1    | 독일              | 269,724   |
| 2    | 스페인            | 232,853   |
| 3    | 프랑스            | 198,574   |
| 4    | 일본              | 130,496   |
| 5    | 소련 (1991년까지) | 92,734    |
| 6    | 네덜란드          | 90,560    |
| 7    | 폴란드            | 77,716    |
| 8    | 스웨덴            | 73,230    |
| 9    | 덴마크            | 70,607    |
| 10   | 중국              | 67,304    |

### 상위 10위 목표 언어
| 순위 | 언어       | 번역 횟수 |
| ---- | ---------- | --------- |
| 1    | 독일어     | 301,935   |
| 2    | 프랑스어   | 240,045   |
| 3    | 스페인어   | 228,559   |
| 4    | 영어       | 164,509   |
| 5    | 일본어     | 130,649   |
| 6    | 네덜란드어 | 111,270   |
| 7    | 러시아어   | 100,806   |
| 8    | 포르투갈어 | 78,904    |
| 9    | 폴란드어   | 76,706    |
| 10   | 스웨덴어   | 71,209    |

### 상위 10위 원어
| 순위 | 언어       | 번역 횟수 |
| ---- | ---------- | --------- |
| 1    | 영어       | 1,266,110 |
| 2    | 프랑스어   | 226,123   |
| 3    | 독일어     | 208,240   |
| 4    | 러시아어   | 103,624   |
| 5    | 이탈리아어 | 69,555    |
| 6    | 스페인어   | 54,588    |
| 7    | 스웨덴어   | 39,984    |
| 8    | 일본어     | 29,246    |
| 9    | 덴마크어   | 21,252    |
| 10   | 라틴어     | 19,972    |